# Voetbalelftal van Servië en Montenegro (mannen)
Het voetbalelftal van Servië en Montenegro is het voetbalelftal dat Servië en Montenegro tussen 2003 en 2006 vertegenwoordigde in internationale wedstrijden. Dit artikel betreft ook het voetbalelftal van de Federale Republiek Joegoslavië (ook Klein-Joegoslavië genoemd, 1992-2003).
Ondanks de onafhankelijkheid van Montenegro in 2006 is een gecombineerd Servisch-Montenegrijns elftal uitgekomen op het Wereldkampioenschap voetbal 2006. Servië en Montenegro had zich nog als één land geplaatst voor het WK. Op 28 juni 2006 is de Servisch-Montenegrijnse bond formeel opgeheven; beide landen hebben sindsdien een eigen bond, waarbij de Servische alle bezittingen van de Servisch-Montenegrijnse bond overnam.

## Deelnames aan internationale toernooien

### Wereldkampioenschap
| Wereldkampioenschap voetbal | Wereldkampioenschap voetbal | Wereldkampioenschap voetbal | Wereldkampioenschap voetbal | Wereldkampioenschap voetbal | Wereldkampioenschap voetbal | Wereldkampioenschap voetbal | Wereldkampioenschap voetbal | Wereldkampioenschap voetbal |
| Jaar                        | Ronde                       | Wed.                        | W                           | G                           | V                           | DV                          | DT                          | Kwal                        |
| --------------------------- | --------------------------- | --------------------------- | --------------------------- | --------------------------- | --------------------------- | --------------------------- | --------------------------- | --------------------------- |
| 1930–1990                   | Bij Joegoslavië             | Bij Joegoslavië             | Bij Joegoslavië             | Bij Joegoslavië             | Bij Joegoslavië             | Bij Joegoslavië             | Bij Joegoslavië             | Bij Joegoslavië             |
| 1998                        | Achtste finale              | 4                           | 2                           | 1                           | 1                           | 5                           | 4                           | (Kwal.)                     |
| 2002                        | Niet gekwalificeerd         | Niet gekwalificeerd         | Niet gekwalificeerd         | Niet gekwalificeerd         | Niet gekwalificeerd         | Niet gekwalificeerd         | Niet gekwalificeerd         | Niet gekwalificeerd         |
| 2006                        | Groepsfase                  | 3                           | 0                           | 0                           | 3                           | 2                           | 10                          | (Kwal.)                     |
| 2010–heden                  | Bij Servië                  | Bij Servië                  | Bij Servië                  | Bij Servië                  | Bij Servië                  | Bij Servië                  | Bij Servië                  | Bij Servië                  |

### Europees kampioenschap
| Europees kampioenschap | Europees kampioenschap   | Europees kampioenschap   | Europees kampioenschap   | Europees kampioenschap   | Europees kampioenschap   | Europees kampioenschap   | Europees kampioenschap   | Europees kampioenschap   |
| Jaar                   | Ronde                    | Wed.                     | W                        | G                        | V                        | DV                       | DT                       | Kwal                     |
| ---------------------- | ------------------------ | ------------------------ | ------------------------ | ------------------------ | ------------------------ | ------------------------ | ------------------------ | ------------------------ |
| 1960–1992              | Bij Joegoslavië          | Bij Joegoslavië          | Bij Joegoslavië          | Bij Joegoslavië          | Bij Joegoslavië          | Bij Joegoslavië          | Bij Joegoslavië          | Bij Joegoslavië          |
| 1996                   | Uitgesloten van deelname | Uitgesloten van deelname | Uitgesloten van deelname | Uitgesloten van deelname | Uitgesloten van deelname | Uitgesloten van deelname | Uitgesloten van deelname | Uitgesloten van deelname |
| 2000                   | Kwartfinale              | 4                        | 1                        | 1                        | 2                        | 8                        | 13                       | (Kwal.)                  |
| 2004                   | Niet gekwalificeerd      | Niet gekwalificeerd      | Niet gekwalificeerd      | Niet gekwalificeerd      | Niet gekwalificeerd      | Niet gekwalificeerd      | Niet gekwalificeerd      | Niet gekwalificeerd      |

## Bekende spelers
- Miroslav Ðukić
- Dejan Govedarica
- Vladimir Jugović
- Siniša Mihajlović
- Predrag Mijatović
- Savo Milošević
- Željko Petrović
- Dejan Savićević
- Danko Lazović (kwam daarna uit voor Servië)
- Mateja Kežman (kwam daarna uit voor Servië)
- Ivica Kralj (kwam daarna uit voor Montenegro)
- Dejan Stanković (kwam daarna uit voor Servië)
- Mirko Vučinić (kwam daarna uit voor Montenegro)
- Marko Pantelić (kwam daarna uit voor Servië)
- Milos Maric
- Dragoslav Jevrić

## Uitslagen WK en EK
Onderstaand de uitslagen en eindstand per kwalificatie en eindronde van de EK en WK.

### WK 1998
| Kwalificatie 1996-1998 |     |             |           |            |           |           |
| thuis                  | uit | land        | #         | w - g - v  | pnt       | doelsaldo |
| 1-1                    | 0-2 | Spanje      | 1         | 8 - 2 - 0  | 26        | 26-6      |
|                        |     | Joegoslavië | 2         | 7 - 2 - 1  | 23        | 29-7      |
| 1-0                    | 2-1 | Tsjechië    | 3         | 5 - 1 - 4  | 16        | 16-6      |
| 2-0                    | 1-1 | Slowakije   | 4         | 5 - 1 - 4  | 16        | 18-14     |
| 3-1                    | 8-1 | Faeröer     | 5         | 2 - 0 - 8  | 6         | 10-31     |
| 6-0                    | 5-0 | Malta       | 6         | 0 - 0 - 10 | 0         | 2-37      |
| Play-off               |     |             |           |            |           |           |
| 5-0                    | 7-1 | Hongarije   | Hongarije | Hongarije  | Hongarije | Hongarije |

| Eindronde 1998 |     |                  |           |           |           |           |
| ronde          | uit | land             | #         | w - g - v | pnt       | doelsaldo |
| 1R             | 2-2 | Duitsland        | 1         | 2 - 1 - 0 | 7         | 6-2       |
|                |     | Joegoslavië      | 2         | 2 - 1 - 0 | 7         | 4-2       |
| 1R             | 1-0 | Iran             | 3         | 1 - 0 - 2 | 3         | 2-4       |
| 1R             | 1-0 | Verenigde Staten | 4         | 0 - 0 - 3 | 0         | 1-5       |
| 1/8F           | 1-2 | Nederland        | Nederland | Nederland | Nederland | Nederland |

### EK 2000
| Kwalificatie 1998-2000 |     |             |   |           |     |           |
| thuis                  | uit | land        | # | w - g - v | pnt | doelsaldo |
|                        |     | Joegoslavië | 1 | 5 - 2 - 1 | 17  | 18-8      |
| 1-0                    | 1-2 | Ierland     | 2 | 5 - 1 - 2 | 16  | 14-6      |
| 0-0                    | 2-2 | Kroatië     | 3 | 4 - 3 - 1 | 15  | 13-9      |
| 3-1                    | 4-2 | Macedonië   | 4 | 2 - 2 - 4 | 8   | 13-14     |
| 4-1                    | 3-0 | Malta       | 5 | 0 - 0 - 8 | 0   | 6-27      |

| Eindronde 2000 |     |             |   |           |     |           |
| ronde          | uit | land        | # | w - g - v | pnt | doelsaldo |
| 1R             | 3-4 | Spanje      | 1 | 2 - 0 - 1 | 6   | 6-5       |
|                |     | Joegoslavië | 2 | 1 - 1 - 1 | 4   | 7-7       |
| 1R             | 1-0 | Noorwegen   | 3 | 1 - 1 - 1 | 4   | 1-1       |
| 1R             | 3-3 | Slovenië    | 4 | 0 - 2 - 1 | 2   | 4-5       |
| 1/4            | 1-6 | Nederland   |   |           |     |           |

### WK 2002
| Kwalificatie 2000-2002 |     |             |   |            |     |           |
| thuis                  | uit | land        | # | w - g - v  | pnt | doelsaldo |
| 0-1                    | 1-1 | Rusland     | 1 | 7 - 2 - 1  | 23  | 18-5      |
| 1-1                    | 1-1 | Slovenië    | 2 | 5 - 5 - 0  | 20  | 17-9      |
|                        |     | Joegoslavië | 3 | 5 - 4 - 1  | 19  | 22-8      |
| 1-1                    | 2-1 | Zwitserland | 4 | 4 - 2 - 4  | 14  | 18-12     |
| 2-0                    | 6-0 | Faeröer     | 5 | 2 - 1 - 7  | 7   | 6-23      |
| 6-2                    | 3-0 | Luxemburg   | 6 | 0 - 0 - 10 | 0   | 4-28      |

### EK 2004
| Kwalificatie 2002-2004 |     |                      |   |           |     |           |
| thuis                  | uit | land                 | # | w - g - v | pnt | doelsaldo |
| 1-1                    | 1-1 | Italië               | 1 | 5 - 2 - 1 | 17  | 17-4      |
| 1-0                    | 3-2 | Wales                | 2 | 4 - 1 - 3 | 13  | 13-10     |
|                        |     | Servië en Montenegro | 3 | 3 - 3 - 2 | 12  | 11-11     |
| 2-0                    | 0-3 | Finland              | 4 | 3 - 1 - 4 | 10  | 9-10      |
| 2-2                    | 1-2 | Azerbeidzjan         | 5 | 1 - 1 - 6 | 4   | 5-20      |

### WK 2006
| Kwalificatie 2004-2006 |     |                       |   |            |     |           |
| thuis                  | uit | land                  | # | w - g - v  | pnt | doelsaldo |
|                        |     | Servië en Montenegro  | 1 | 6 - 4 - 0  | 22  | 16-1      |
| 0-0                    | 1-1 | Spanje                | 2 | 5 - 5 - 0  | 20  | 19-3      |
| 1-0                    | 0-0 | Bosnië en Herzegovina | 3 | 4 - 4 - 2  | 16  | 12-9      |
| 0-0                    | 2-0 | België                | 4 | 3 - 3 - 4  | 12  | 16-11     |
| 2-0                    | 2-0 | Litouwen              | 5 | 2 - 2 - 4  | 10  | 8-9       |
| 5-0                    | 3-0 | San Marino            | 6 | 0 - 0 - 10 | 0   | 2-40      |

| Eindronde 2006 |         |                      |   |           |     |           |
| ronde          | uitslag | land                 | # | w - g - v | pnt | doelsaldo |
| 1R             | 0-6     | Argentinië           | 1 | 2 - 1 - 0 | 7   | 8-1       |
| 1R             | 0-1     | Nederland            | 2 | 2 - 1 - 0 | 7   | 3-1       |
| 1R             | 2-3     | Ivoorkust            | 3 | 1 - 0 - 2 | 3   | 5-6       |
|                |         | Servië en Montenegro | 4 | 0 - 0 - 3 | 0   | 2-10      |

## Statistieken

### Van jaar tot jaar
| Jaar | Wedstrijden | Wedstrijden | Wedstrijden | Wedstrijden | Doelpunten | Doelpunten | Doelpunten | Punten |
| Jaar | Duels       | Winst       | Gelijk      | Verlies     | Voor       | Tegen      | Saldo      | Punten |
| ---- | ----------- | ----------- | ----------- | ----------- | ---------- | ---------- | ---------- | ------ |
| 2003 | 10          | 2           | 2           | 6           | 13         | 19         | –6         | 0.600  |
| 2004 | 9           | 4           | 3           | 2           | 14         | 4          | +10        | 1.222  |
| 2005 | 12          | 4           | 5           | 3           | 12         | 9          | +3         | 1.083  |
| 2006 | 11          | 5           | 3           | 3           | 14         | 14         | 0          | 1.182  |